# Рочев, Пётр Андреевич
Пётр Андреевич Рочев (18 октября 1913 — 8 июня 1991) — советский учёный, доктор сельскохозяйственных наук, член-корреспондент ВАСХНИЛ, заслуженный зоотехник РСФСР.

## Биография
Родился 18 октября 1913 года в семье коми-крестьянина в селе Мохча (ныне Ижемский район Республики Коми).
В 1934 году окончил Вологодский сельскохозяйственный институт. Работал научным сотрудником Северной краевой опытной станции по животноводству в Вологде. С 1935 года по 1942 год директор Печорской СХОС в селе Усть-Цильма.
С 1942 года по 1945 год участник Великой Отечественной войны, капитан 42-го стрелкового полка 333-й стрелковой дивизии. Награждён многими орденами и медалями.
С 1946 по 1988 год в Нарьян-Марской СХОС. Руководил разработкой системы ведения сельского и промыслового хозяйства в Ненецком округе, вывел новую породную группу молочного скота — холмогорскую породу печорского типа, имеющую высокую устойчивость к климатическим условиям Крайнего Севера. Также разработал теоретические и практические основы молочного скотоводства, организации кормопроизводства и рационального кормления скота в округе.
Доктор сельскохозяйственных наук (1968). Член-корреспондент ВАСХНИЛ.
Был председателем правления Ненецкой окружной организации «Звание». В 1972 году — член правления Всесоюзного общества, председатель совета по проблемам Европейского Севера при президиуме отделения ВАСХНИЛ по Нечерноземской зоне РСФСР.
Автор более 100 научных трудов.
Заслуженный зоотехник РСФСР (1964).
Награжден орденом Александра Невского (1944), 2 орденами Отечественной войны I степени (1943, 1985), орденами Красной Звезды (1944), Трудового Красного Знамени (1966), Октябрьской Революции (1973), Дружбы народов (1983), 8 медалями СССР и ВСХВ. 
Умер 8 июня 1991 году в Москве.
Похоронен на кладбище Санкт-Петербургского крематория.